# Torneo Nacional de Clubes Femenino 2021
El Torneo Nacional de Clubes Femenino 2021 fue la décima edición del torneo más importante de rugby que agrupa a los clubes de Argentina.
Fue el regreso del torneo luego de la suspensión de su edición 2020. Se disputó en la ciudad de Junín.
Aguará Guazú se consagró campeón por primera vez en su historia al derrotar a CAPRI en la final por 10 a 0.

## Formato
El torneo se dividió en cuatro grupos de cuatro equipos, donde el primero de cada grupo avanzó a las semifinales.

## Equipos participantes
| Club                              | Ciudad                              |
| --------------------------------- | ----------------------------------- |
| Aguará Guazú                      | Aguilares                           |
| La Plata                          | La Plata                            |
| Universidad de Córdoba            | Córdoba                             |
| Universitario de Tierra del Fuego | Río Grande                          |
| SITAS                             | El Palomar                          |
| Las Águilas                       | Sáenz Peña                          |
| Catamarca                         | San Fernando del Valle de Catamarca |
| Old Resian                        | Rosario                             |
| Universitario de Mendoza          | Los Corralitos                      |
| Alberdi                           | Alberdi                             |
| Cha Roga                          | Santa Fe                            |
| Palihue                           | Bahia Blanca                        |
| CAPRI                             | Posadas                             |
| Salto                             | Salto                               |
| Jockey de San Juan                | Rivadavia                           |
| Neuquén                           | Neuquén                             |

## Fase de grupos

### Zona 1
| Posición | Equipos                           | Partidos |
| -------- | --------------------------------- | -------- |
| 1°       | Aguará Guazú                      | 3        |
| 2°       | La Plata                          | 3        |
| 3°       | Cha Roga                          | 3        |
| 4°       | Universitario de Tierra del Fuego | 3        |

### Zona 2
| Posición | Equipos                | Partidos |
| -------- | ---------------------- | -------- |
| 1°       | Universidad de Córdoba | 3        |
| 2°       | SITAS                  | 3        |
| 3°       | Águilas                | 3        |
| 4°       | Jockey de San Juan     | 3        |

### Zona 3
| Posición | Equipos                  | Partidos |
| -------- | ------------------------ | -------- |
| 1°       | CAPRI                    | 3        |
| 2°       | Palihue                  | 3        |
| 3°       | Catamarca                | 3        |
| 4°       | Universitario de Mendoza | 3        |

### Zona 4
| Posición | Equipos    | Partidos |
| -------- | ---------- | -------- |
| 1°       | Alberdi    | 3        |
| 2°       | Old Resian | 3        |
| 3°       | Neuquén    | 3        |
| 4°       | Salto      | 3        |

## Fase final
|  | Semifinales | Semifinales            | Semifinales |       |              | Final        | Final | Final |  |
|  |             |                        |             |       |              |              |       |       |  |
|  |             |                        |             |       |              |              |       |       |  |
|  | 1           | Aguará Guazú           | 5           |       |              |              |       |       |  |
|  | 1           | Aguará Guazú           | 5           |       |              |              |       |       |  |
|  | 4           | Alberdi                | 0           |       |              |              |       |       |  |
|  | 4           | Alberdi                | 0           |       | Aguará Guazú | Aguará Guazú | 10    |       |  |
|  |             |                        |             |       | Aguará Guazú | Aguará Guazú | 10    |       |  |
|  |             |                        | CAPRI       | CAPRI | 0            |              |       |       |  |
|  | 3           | Universidad de Córdoba | CAPRI       | CAPRI | 0            | 12           |       |       |  |
|  | 3           | Universidad de Córdoba |             |       |              | 12           |       |       |  |
|  | 2           | CAPRI                  | 17          |       |              |              |       |       |  |
|  | 2           | CAPRI                  | 17          |       |              |              |       |       |  |
|  |             |                        |             |       |              |              |       |       |  |

| Campeón Aguará Guazú |